# 南竿鄉
南竿鄉（馬拼：Nàng-kang-hyong，平話字：Nàng-găng-hiŏng，閩南語白話字：Lâm-kan-hiong）位於閩江口外東海中，為中華民國福建省連江縣所屬面積最大、人口最多的行政區，也是連江縣政府所在地，自從馬祖南竿機場興建完成後，南竿已成為馬祖地區交通、政治、經濟、教育及文化中心，亦是全縣生活機能最便利的地區。
南竿鄉轄區包括人口聚居的主要島嶼南竿島，及黃官嶼、鞋礁、北泉礁、劉泉礁等無人島礁，均屬於馬祖列島的一部分。

## 歷史

### 史前
南竿島人類活動可上推至新石器時代，考古學者在本島福澳村發現史前文化遺址，考查出土文物證實與福建省閩侯縣甘蔗鎮曇石村的「曇石山文化遺址」同屬新石器時代文化層。

### 沿革
南竿島昔稱「上竿塘」，與北竿島合稱「上下竿塘」、「竿塘山」。在北宋中期，福建長樂、連江等縣沿海居民，已涉海移居南北竿，以農、漁為業。南宋梁克家的《三山志》中曾記述到：「上下竿塘、大小亭山、桑崳、關嶺、蛤沙、北茭鎮，俱在現東北海中」，係最早的書面文獻。
本島仁愛村大王宮石碑鐫刻「林酉才喜捨中統鈔二十貫」，推證在元朝時期各聚落已然成形，且頗為繁盛。
明朝初年實行海禁及「遷民墟地」政策，南、北竿塘居民盡徙內地，當地成為荒島，倭寇、海盜因而經常出沒。明朝中葉開放海禁，福建沿海貧民又陸續遷來，極力開拓，至明末時，人煙已經稠密如昔。1646年—1649年，鲁王朱以海在长垣岛（现已考证为南竿岛）建立临时政权。清初，實行更為嚴厲的海禁和「遷界移民」政策，迫遷海島居民，並將房舍焚毀，再度使竿塘成為禁地。康熙後期開始，陸續有人遷入。嘉慶十六年，肅清蔡牽等海盜之後，長樂、連江等縣沿海貧民更大舉遷居島上謀生。
清朝李鼎元的《使琉球記》記載，福建興化軍女子林默娘，后稱「媽祖」，因父兄駕船於閩江口海域遭遇船難，林默娘跳入海中以救父兄，卻因而罹難，遺體當年隨海漂流至閩江口附近的小島（即今南竿），被漁民打撈上岸，並將她葬在海岸邊。湄洲的鄉親一度以為媽祖已羽化昇天成仙，且為感念其孝心，遂蓋廟紀念她的孝行。但是馬祖人認為，媽祖葬於現今馬祖南竿馬港天后宮宮內的靈穴石棺中，且興廟供奉媽祖，世代至今。這個島因而被稱為媽祖島，爾後又改為馬祖。馬祖地名因此而來，媽祖也成為馬祖居民最重要的信仰。
1919年（民國8年）夏季，颱風及海水倒灌重創長樂縣沿海地區，災民多達5、6萬人。其後數年因土地過鹹無法種植稻穀，加上災後瘟疫橫行，難民紛紛出走，其中移入竿塘地區者頗多。
1942年，日本扶植的伪军“福建和平救国军”在南竿塘设立总司令部。
1955年，南竿鄉的金沙、牛角、山隴、鐵板、西尾五村，分別改名為津沙、復興、介壽、仁愛、四維村。1988年福澳村改名為經澤村，1992年改回原名（作「福沃」）。
2000年（民國89年）「小三通」啟動以後，福澳港成為馬祖地區與福州馬尾往來的港口。2003年1月南竿機場的啟用，使得南竿成為馬祖地區的交通樞紐。

### 轄屬
南竿島自古屬連江縣，唐宋歸永福鄉崇德里，至元清屬二十六都。清未曾劃歸閩縣（今閩侯縣），後又歸連江縣黃岐鎮。
1935年，初設竿（塘）西（洋）聯保。後將竿塘、西洋分設兩保。
1940年初，國民政府實行「新縣制」，改聯保辦公處為鄉鎮公所、保長辦公處為保辦公處，「竿塘聯保辦公處」改稱竿塘鄉。
1950年初，馬祖守備區指揮部設立馬祖區公所於山隴，轄南、北竿兩鄉，竿塘鄉正式廢止。
1950年12月，「馬祖行政公署」成立於南竿，將原設區公所、鄉公所廢止，行政區域以島為單位，設立南竿、北竿等八區。
1953年，「馬祖行政公署」改制為「閩東北行署」，設連江縣政府於南竿，下轄南竿、北竿二鄉。
1956年7月，馬祖戰地政務委員會成立，接管福建省政府第一區行政公署業務，自此開始三十六年之戰地政務時期，至1992年解除。

## 地理

### 地形
南竿鄉全鄉總面積10.64平方公里，其中南竿島獨佔10.44平方公里，其他無人島礁除黃官嶼稍大外，其餘皆甚小。
南竿島不僅為南竿鄉最大島，也是馬祖列島的第一大島，舊稱「南竿塘」、「馬祖島」，實際居住島上的居民約四千人。南竿島地形狀似一頭犀牛，頭部在東邊，當地稱為牛角村（今復興村）；尾部在西邊，稱為西尾村（今四維村）。地形多山，雲台山為主脈，牛角嶺、牛背嶺等群嶺呈輻射狀分佈，區隔出無數個三面環山、一面臨海的澳口聚落。其中以介壽村人口最多，也是縣治所在地。福沃村的福澳港是台馬輪和離島快輪的靠泊碼頭，是馬祖的海運中心。
南竿鄉最高峰的雲台山，海拔248公尺，為馬祖列島第二高峰（最高為北竿鄉壁山）。
黃官嶼別名「外官嶼」，為南竿鄉第二大島，位於南竿島東北端南竿機場外海約300公尺處，行政區屬於復興村。鞋礁位於南竿島東南東方約1200公尺處。北泉礁位於南竿島東南方約4.4公里處。劉泉礁又名瀏泉礁，位於南竿島南南東方約6.6公里處，行政區屬於仁愛村。

### 氣候
南竿鄉四面環海，屬於亞熱帶海洋氣候區，四季分明，近三年平均溫度約攝氏19度。全年以7、8月最熱，絕對最高溫曾達攝氏35度；最冷的月份為1、2月，曾出現1.5度之低溫。春季多雨潮濕，3至5月多霧。雨量稀少且季節分佈不均，秋冬多乾旱，枯水期長達半年，嚴重時需由台灣本島運水應急。4至6月梅雨季節及7至9月常有颱風挾帶豪雨，年雨量約在1千公厘(或稱毫米，mm）左右。
由於季風影響，風向隨季節變化頗為規律。夏季常吹南南西風及西南風，秋冬後幾全為北北東風或東北風。入冬後季風常伴隨冷氣團南下，風勢強勁而寒冷。

### 人口
根據連江縣政府民政處統計，2024年底南竿鄉戶數約2.2千戶，人口約7.8千人，人口密度每平方公里約751人，是連江縣人口最多、人口密度最高的行政區。鄉內人口最多與最少的村分別是介壽村與四維村，2024年底兩村人口分別為2,346人與180人，其中介壽村也是連江縣人口最多的村。南竿鄉人口的年齡構成中，0至14歲人口佔比11.40%，15至64歲人口佔比72.17%，65歲以上人口佔比16.43%，老化指數約為144.11%，是連江縣幼年人口佔比最高、青壯年人口佔比最低的行政區。

## 政治

### 歷任首長
- 軍政一元時期

1. 李春華：（不詳）至1959年11月2日
2. 聶國棟：1959年11月2日至1960年11月15日
3. 潘輔：1960年11月15日至1962年2月10日
4. 尤德渠：1962年2月10日至1962年4月1日
5. 薛繼廉：1962年4月1日至1965年2月25日
6. 潘輔：1965年2月25日至1973年12月7日
7. 陳一鵬：1973年12月7日至1978年1月1日

- 鄉長民選時期，自1977年12月12日開始舉行首次鄉長選舉

1. 葉金福：1978年1月1日至1982年3月1日
2. 張祥壽：1982年3月1日至1986年3月1日
3. 邱英鑣：1986年3月1日至1990年3月1日
4. 陳書禮：1990年3月1日至1998年3月1日
5. 陳秀華：1998年3月1日至2002年3月1日
6. 林樹清：2002年3月1日至2006年3月1日
7. 朱秀平：2006年3月1日至2014年12月25日
8. 陳振國：2014年12月25日至2022年12月25日
9. 林志東：2022年12月25日至今

### 鄉政組織
南竿鄉公所是南竿鄉最高層級的地方行政機關，在中華民國政府架構中為鄉自治的行政機關，同時負責執行縣政府及中央機關委辦事項，南竿鄉的自治監督機關為連江縣政府。鄉長由全體鄉民直接選舉產生，任期為四年，可連選連任一次。南竿鄉公所並置鄉政會議，為鄉政最高決策機構，在鄉長之下，設有7課。
南竿鄉民代表會是南竿鄉的最高民意機關，代表南竿鄉全體鄉民立法和監察鄉政。鄉民代表由公民直選選出，任期為四年，可連選連任。南竿鄉民代表會共有7位鄉民代表，選區劃分上為不分區，主席、副主席由7位鄉民代表互選產生。
南竿鄉為連江縣議會第一選區，在連江縣議會9席縣議員中，南竿鄉共選出5席縣議員。

### 行政區

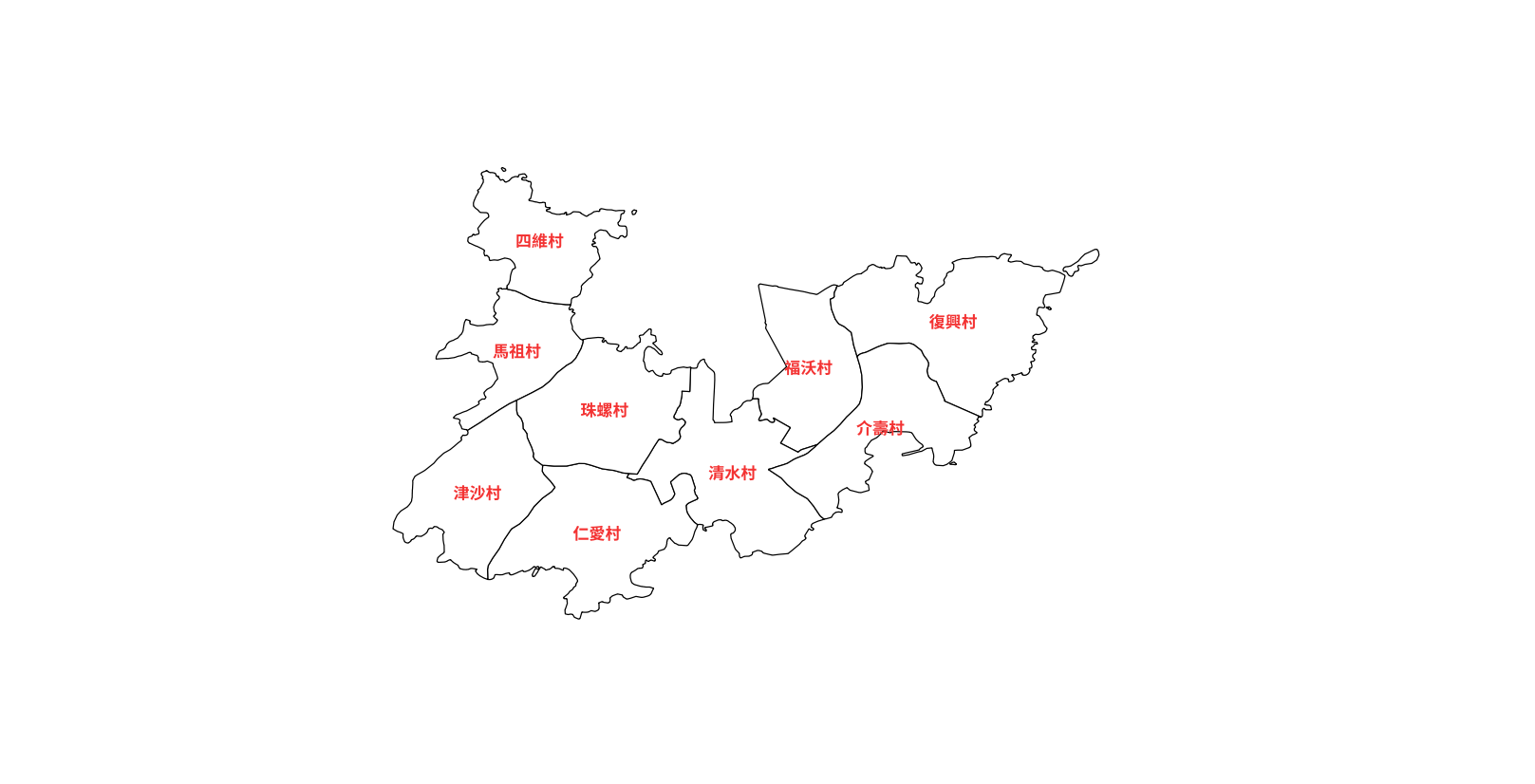
南竿鄉行政區劃（2022年）

- 介壽村（kǎi siû，舊名山隴 sang loēyng）
- 復興村（舊名牛角 ngù kóyk）

- 福沃村（hóuk ǒ）
- 清水村（tshing tsuī，梅石村併入此村。鄉公所所在）

- 仁愛村（舊名鐵板 thiék pēing）
- 津沙村（tsing sa，舊名金沙）

- 珠螺村（tsuo loèy）
- 馬祖村（馬祖話名：馬祖澳 mā tsū ǒ，又名馬港）

- 四維村（舊名西尾 se muī）

## 經濟

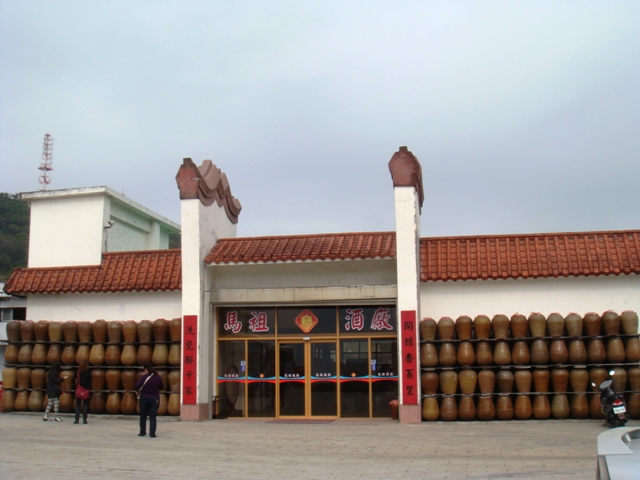
馬祖酒廠

南竿鄉地形多花崗岩丘陵，可供墾植的農田極為有限，因此漁業為最重要的經濟命脈。1949年兩岸分立分治以後，馬祖地區因位居重要戰略位置，被軍方列管，並派駐大量軍人。南竿鄉與縣內其他行政區一樣，提供駐軍消費的商業、服務業變成當地居民的主要收入來源。
1992年解除戰地政務後，昔日「兵多於民」的景象不再，馬祖的經濟曾經一度衰退。1999年底，馬祖國家風景區成立，南竿鄉及縣內各地以其具有傳統特色的聚落建築，以及珍貴的戰地政務歷史資源，成功轉型成為觀光島嶼。

## 教育

### 高級中等學校
- 國立馬祖高級中學

### 國民中學
- 連江縣立中正國民中小學（位於馬祖村）
- 連江縣立介壽國民中小學（位於介壽村山隴聚落）

### 國民小學
- 連江縣南竿鄉仁愛國民小學（位於仁愛村鐵板聚落）

## 交通

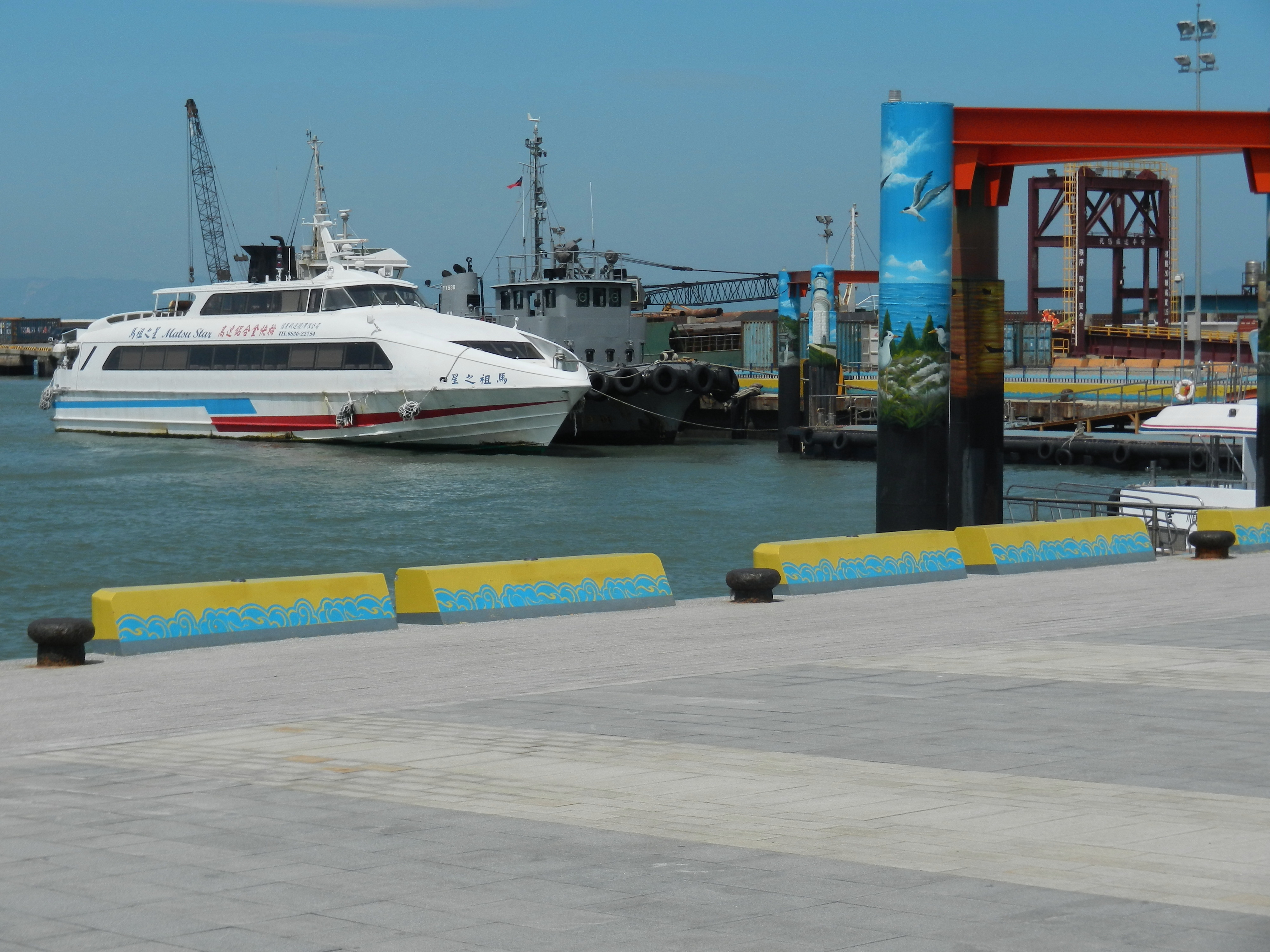
福澳港

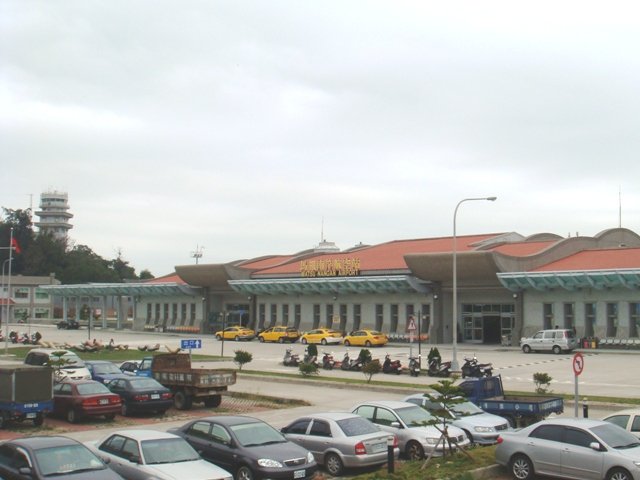
馬祖南竿機場

在空中交通方面，目前僅有國內航班，立榮航空每日從臺北松山機場往返馬祖南竿機場八個班次，多於往返馬祖北竿機場的三個班次，航行時間均約50分鐘。另外，立榮班機每天往返台中國際機場與馬祖南竿機場一個班次，航行時間約70分鐘。如果因為天候不佳，則實施「南機北降」，旅客由北竿機場下機後搭車前往白沙港，轉乘每小時一班的南、北竿交通船前往南竿福澳港，航程約12分鐘。
除了空運以外，從基隆港搭乘每星期六個航次的「臺馬之星」往返南竿也是另一種選擇，航程約114海哩。由於臺馬輪需靠泊東引與南竿，因此航班的安排為單日先開往南竿，再到東引；雙日則先開往東引，再到南竿。
南竿鄉與縣內其他行政區的交通往來亦以海運為主，南、北竿兩島之間交通船每天開航十一班次，從福澳港白沙港，航程約12分鐘。南竿每天往返莒光鄉東、西莒每天三班交通船，單月先開往西莒，再到東莒；雙月則是先開往東莒，再到西莒，航程約50分鐘。
南竿鄉福澳港亦為與中國大陸福州市馬尾區小三通之交通碼頭。
南竿島內公路密佈，陸上交通工具除公車、計程車外，尚有中型巴士、九人座廂型車、機車、自行車等多種出租車輛以供選擇。

### 港口
- 福澳港
- 馬祖港

### 機場
- 馬祖南竿機場

##### 公路橋梁
- 南北竿大橋（規劃中）為連接北竿島與南竿島的跨海大橋。

## 旅遊
- 馬祖境天后宮
- 金板境天后宮
- 媽祖宗教園區
- 八八坑道
- 北海坑道
- 大漢據點
- 馬祖酒廠
- 鐵堡
- 珠螺灣
- 秋桂山水庫
- 西尾夕照
- 牛角聚落
- 津沙聚落
- 雲台山

## 外部連結
- 南竿鄉公所 （页面存档备份，存于）
- YouTube上的南竿鄉公所頻道
- YouTube上的連江縣南竿鄉民代表會頻道